# Imploding the Mirage
Imploding the Mirage è il sesto album in studio della rock band statunitense The Killers. È stato pubblicato il 21 agosto 2020 da Island Records negli Stati Uniti e a livello internazionale da EMI. È il primo album della band senza il chitarrista Dave Keuning, che non è stato in tour né registra con i Killers dal 2017. Le parti di chitarra sono state incise dal bassista Mark Stoermer, dal produttore Jonathan Rado e vari musicisti ospiti tra cui Lindsey Buckingham (ex Fleetwood Mac) e Weyes Blood.
L'album è stato preceduto dal singolo Caution, pubblicato il 12 marzo 2020. Il secondo singolo Fire in Bone, è stato pubblicato il 24 aprile 2020 e il terzo singolo My Own Soul's Warning è stato pubblicato il 17 giugno 2020. Il quarto singolo Dying Breed è stato pubblicato il 14 agosto 2020.
La band sta pianificando un tour mondiale a sostegno dell'album, anche se le vendite dei biglietti sono state ritardate a causa della pandemia COVID-19 in corso.

## Storia
La band ha annunciato ufficialmente l'album sui social media il 15 novembre 2019. Il frontman Brandon Flowers ha dichiarato a NME che la band è andata nello Utah per registrare parte dell'album poiché è lì che Flowers "si è innamorato della musica per la prima volta", dicendo anche che era "interessante essere di nuovo lì e ascoltare un po' di questa musica con la geografia che corrisponde alla sensazione. Alcune di queste cose stanno cominciando a riemergere e molte di queste hanno a che fare con la musica dei sintetizzatori. È sempre stato parte del nostro DNA, ma sta decisamente avanzando."

## Composizione e registrazione
Imploding the Mirage è stato registrato in varie località, tra cui Los Angeles, Las Vegas e Park City nello Utah. È stato prodotto dal produttore canadese Shawn Everett e Jonathan Rado della band Foxygen. Presenta contributi di Lindsey Buckingham ("Caution"), K.d. lang ("Lightning Fields"), Weyes Blood ("My God"), Adam Granduciel dei The War on Drugs, Blake Mills e Lucius.
Dopo aver contribuito a cinque canzoni nel quinto album in studio della band, Wonderful Wonderful, il musicista e cantautore australiano Alex Cameron è tornato a scrivere quattro tracce su Imploding the Mirage .

## Promozione

### Spettacoli dal vivo
I Killers hanno suonato brani dell'album dal vivo al CBS This Morning, The Ellen DeGeneres Show, Jimmy Kimmel Live! e The Tonight Show con Jimmy Fallon.
Si esibiranno al The Late Show con Stephen Colbert il 20 agosto 2020 e in Good Morning America il 21 agosto 2020.

### Singoli
Il primo singolo, "Caution", è stato pubblicato il 12 Marzo 2020, e ha raggiunto il numero uno nella Billboard's Alternativi Airplay e della Rock Airplay.
Il secondo singolo "Fire in Bone", è stato pubblicato il 24 aprile 2020 e il terzo singolo "My Own Soul's Warning" è stato pubblicato il 17 giugno 2020. Il quarto singolo "Dying Breed" è stato pubblicato il 14 agosto 2020.

## Critica
| Recensione           | Giudizio |
| -------------------- | -------- |
| Allmusic             |          |
| Consequence of Sound | B        |
| DIY                  |          |
| Gigwise              |          |
| The Guardian         |          |
| The Independent      |          |
| The Irish Times      |          |
| The Line of Best Fit | 8,5/10   |
| NME                  |          |
| Pitchfork            | 7,4/10   |

 Imploding the Mirage ha ricevuto recensioni generalmente positive dalla critica. Su Metacritic, che assegna un punteggio massimo di 100 alle recensioni, l'album ha raggiunto un punteggio di 78 su 100, che indica "recensioni generalmente favorevoli" sulla base di 13 recensioni.
Neil Z. Yeung di AllMusic ha dichiarato che "i Killers raggiungono l'oro" nell'album, scrivendo che è "più di uno dei loro migliori album, ma una trionfante e rinvigorita inversione di rotta che brilla di una fiducia conquistata a fatica."
Sarah Jamieson di DIY ha definito l'album 'ricco e tonificante' e ha dichiarato che 'dimostra che sono ancora una delle band più preziose per una ragione'.
Mark Beaumont di NME ha definito l'album "un pugno alzato al futuro" e "un'altra dichiarazione abbagliante di sfarzo ultramoderno, e probabilmente ancora più al passo con le nuove generazioni di rock alternativo" assegnando all'album cinque stelle.

## Tracce
1. My Own Soul's Warning – 4:34 (testo: Flowers; Ronnie Vannucci Jr.; Alex Cameron; Shawn Everett; Jonathan Rado)
2. Blowback – 3:59
3. Dying Breed – 4:06 (testo: Flowers; Mike Crossey; Cameron; Rado)
4. Caution – 4:29 (testo: Flowers; Vannucci; Cameron; Everett; Rado; Mark Stoermer)
5. Lightning Fields (feat. K.d. lang) – 4:18 (testo: Flowers; Vannucci; Everett; Rado)
6. Fire in Bone – 3:53 (testo: Flowers; Vannucci; Stoermer; Stuart Price)
7. Running Towards a Place – 4:13 (testo: Flowers; Vannucci; Tommy King; Ariel Rechtshaid)
8. My God (feat. Weyes Blood) – 3:38 (testo: Flowers; Weyes Blood;Natalie Mering; Everett; Rado)
9. When the Dreams Run Dry – 4:42 (testo: Flowers; Cameron; Rado)
10. Imploding the Mirage – 4:08 (testo: Flowers; Rado)

Durata totale: 42:00